# Ján Novák (Fußballspieler, 1985)
Ján Novák (* 6. März 1985 in Trebišov) ist ein slowakischer Fußballspieler.

## Vereinslaufbahn
Novák spielte in seiner Jugend für den FK Slavoj Trebišov, dort hat er in der A-Mannschaft auch zwei Spielzeiten gespielt. Seit 2006 spielte er für MFK Košice. Dort hat er dreimal in einem Spiel 4 Tore erzielt, in der Saison 2007/2008 sogar in zwei Spielen hintereinander, das hat ihm zum Titel des Torschützenkönigs der Corgoň liga 2008 wesentlich geholfen. Im Spiel gegen Trnava im August 2009 hat er auch 4 Tore erzielt, trotzdem ist das Spiel 4:5 verloren gegangen. Anfang 2011 ist er zum französischen Zweitligisten FC Tours für sechs Monate ausgeliehen worden. Wegen Folgen einer Verletzung noch aus dem Jahr 2010 hatte er kein Spiel gemacht. Er kehrte zu seinem Stammverein zurück.

## Nationalmannschaft
Novák spielte seit 2008 in vier Spielen in der slowakischen Nationalmannschaft (Stand: 1. Juli 2011).

## Erfolge
- Torschützenkönig der Corgoň liga: 2008 mit 17 Toren
- Slowakischer Pokalsieger: 2009